# Dasyhelea spathicercus
Dasyhelea spathicercus är en tvåvingeart som beskrevs av Wirth 1969. Dasyhelea spathicercus ingår i släktet Dasyhelea och familjen svidknott. Inga underarter finns listade i Catalogue of Life.